# Decio Gioseffi
Decio Gioseffi (Trieste, 12 agosto 1919 – Trieste, 1º marzo 2007) è stato uno storico dell'arte italiano.

## Biografia
Laureatosi nel 1942 a Padova in Archeologia e storia dell'arte antica con Carlo Anti, contribuisce alla fondazione della Facoltà di Lettere dell'Università di Trieste (1943) dove è assistente prima di Luigi Coletti e poi di Roberto Salvini. Libero docente nel 1958 e poi professor ordinario di Storia dell'arte medioevale e moderna nel 1967, assumendo anche per molti anni l'insegnamento di Storia della critica d'arte, insegna fino al 1989. È direttore dell'Istituto di storia dell'arte medioevale e moderna dell'Università di Trieste dal 1964 al 1993.
Dopo esserne stato membro dal 1976, è presidente del Comitato di Settore per i Beni Artistici e Storici (e delle riunioni dei Comitati congiunti: ex Consiglio Superiore di Belle Arti) del Ministero per i beni culturali dal 1980 al 1989. Socio dell’Istituto Veneto di Scienze Lettere e Arti dell’Ateneo Veneto.  Membro del Consiglio scientifico del Centro Internazionale di Storia dell'Architettura "A. Palladio" di Vicenza e dell'Università Internazionale dell'Arte di Firenze.  Nel Comitato di redazione di «Critica d’arte». Direttore dal 1975 al 1993 del periodico «Arte in Friuli, arte a Trieste» che ha raccolto parte del lavoro di ricerca, svolto da lui e dai suoi allievi all’Università di Trieste. Dalla fondazione nel 1985 è nel Comitato di redazione della rivista «XY Dimensioni del disegno», edita dal Dipartimento di Rappresentazione e Rilievo dell’Università La Sapienza di Roma. Accademico dei Lincei dal 1990. 
I primi riconoscimenti internazionali gli vengono attribuiti per gli studi su Perspectiva artificialis: per la storia della prospettiva. Spigolature e appunti (1957) e La cupola vaticana: un'ipotesi michelangiolesca (1960) – per i quali anche ottiene rispettivamente il Premio Olivetti nel 1957 e IN/ARCH nel 1962 –, nonché per Giotto architetto (1963), un complesso lavoro certamente al di fuori degli schemi consolidati. All'arte medioevale dedicò numerosi contributi di storia della miniatura e della scultura altomedioevale su tematiche particolarmente dibattute, riuniti poi nel volume Dal IV all'IX secolo della collana De Agostini Storia della pittura (1983). Densa anche la sua attenzione all’arte triveneta in genere (dal Trecento ai nostri giorni) e numerosi i suoi contributi monografici su pittori e architetti del Quattro-Cinquecento (Brunelleschi, Piero della Francesca, Giorgione, Tiziano, Paolo Veronese, Leonardo, Dürer, Andrea Palladio ecc.) e del Settecento (Canaletto, Piazzetta, Tiepolo, ecc.). Originali pure, nell'ambito dell'arte del XX secolo, i contributi su Picasso e Mondrian, e sul postmoderno in architettura.
Continua ininterrottamente ad interessarsi ai problemi della rappresentazione prospettica, con le sue implicazioni epistemologiche – scrivendo, fra l'altro, per l'Enciclopedia Universale dell'Arte le voci Prospettiva e Ottica (1963) – e promuovendo una "concezione operatoria della conoscenza" all'interno della storia dell'arte. Le sue tesi sulla prospettiva (in opposizione alle teorie peraltro prevalenti allineate con il pensiero di E. Panofsky) sono state prontamente raccolte dalla critica straniera – da parte tra gli altri di M. H. Pirenne e di H. Gombrich (o anche da studiosi non disciplinari come K. E. Schaefer nel suo volume Bioastronautics).

## Opere
- Decio Gioseffi, Storia dell'arte in Europa, a cura di Giuliana Carbi Jesurun e Nicoletta Zanni, Università di Trento, Trento, Il Poligrafo, Padova 2022
- Decio Gioseffi, Perspectiva artificialis: per la storia della prospettiva. Spigolature e appunti, Smolars, Trieste, 1957
- Decio Gioseffi, La cupola vaticana: un'ipotesi michelangiolesca, Smolars, Trieste, 1960
- Decio Gioseffi, Giotto architetto, Edizioni di Comunità, Milano, 1963